# Zingania fleuryana
Zingania fleuryana là một loài thực vật có hoa trong họ Đậu. Loài này được (A. Chev.) A. Chev. miêu tả khoa học đầu tiên năm 1946.